# Lazy Afternoon (album de Regina Belle)
Pour les articles homonymes, voir Lazy Afternoon (homonymie).
Albums de Regina Belle
This Is Regina!
(2001) Love Forever Shines
(2008)
Lazy Afternoon est le septième album studio (et le huitième en tout) de Regina Belle. Cet album est un regroupement de standards Jazz, Soul et Pop. Il atteignit rapidement la 9e place du classement Billboard Top Contemporary Jazz et la 58e place du classement Billboard Top R&B/Hip-Hop Albums.
Le plus gros single de cet album fut For the Love of You. Fly Me to the Moon et If I Ruled the World furent, aussi, largement diffusé mais ne furent jamais classés.

## Liste des titres
1. Lazy Afternoon
2. Fly Me to the Moon
3. What Are You Afraid Of
4. If I Ruled the World
5. Corcovado
6. There's a Love
7. Why Do People Fall in Love
8. For the Love of You
9. If I Should Love You
10. Moanin'
11. The Man I Love
12. Try a Little Tenderness

## Personnel
- Regina Belle : chant
- Ray Fuller : guitare
- Everette Harp : Saxophone ténor
- Oscar Brashear : bugle
- George Duke : Piano et claviers
- Christian McBride, Alex Al : guitare basse
- Gordon Campbell : batterie
- Lenny Castro : percussions
- Lori Perry, Darlene Perry, Sharon Perry : chœurs

## Classement de l'album
| Année | Classement             | Position |
| ----- | ---------------------- | -------- |
| 2004  | Top Contemporary Jazz  | 9        |
| 2004  | Top R&B/Hip-Hop Albums | 58       |